# Портрет Вари Адоратской
«Портрет Вари Адоратской» — картина русского художника Николая Фешина. Создана весной 1914 года в Казани в мастерской ученицы художника — Надежды Сапожниковой. Картина входит в коллекцию Государственного музея изобразительных искусств Республики Татарстан в Казани и демонстрируется в постоянной экспозиции зала Николая Фешина в Национальной художественной галерее «Хазинэ». Искусствовед А. Е. Кузнецов в статье, посвящённой демонстрации картины на выставке в московской галерее «Арт-Диваж», назвал полотно одним из самых блистательных детских портретов в истории не только русского, но и мирового искусства.
Картина относится к наиболее значительному, по мнению кандидата искусствоведения Г. П. Тулузаковой, периоду творчества художника — к 1914—1918 годам. В это время, выбирая форму интерьерного портрета-картины, Фешин пытался создать обобщённый, многогранный образ, который синтезировал бы психологические характеристики модели и изображённого на картине её сиюминутного настроения или состояния. «Портрет Вари Адоратской» Тулузакова называет «наиболее полной и совершенной формой образа детства в творчестве Фешина». По её мнению, картина — одно из самых гармоничных созданий художника, ясное и по мысли, и по конструкции, визитная карточка русского периода творчества художника.

## Дети в творчестве Николая Фешина

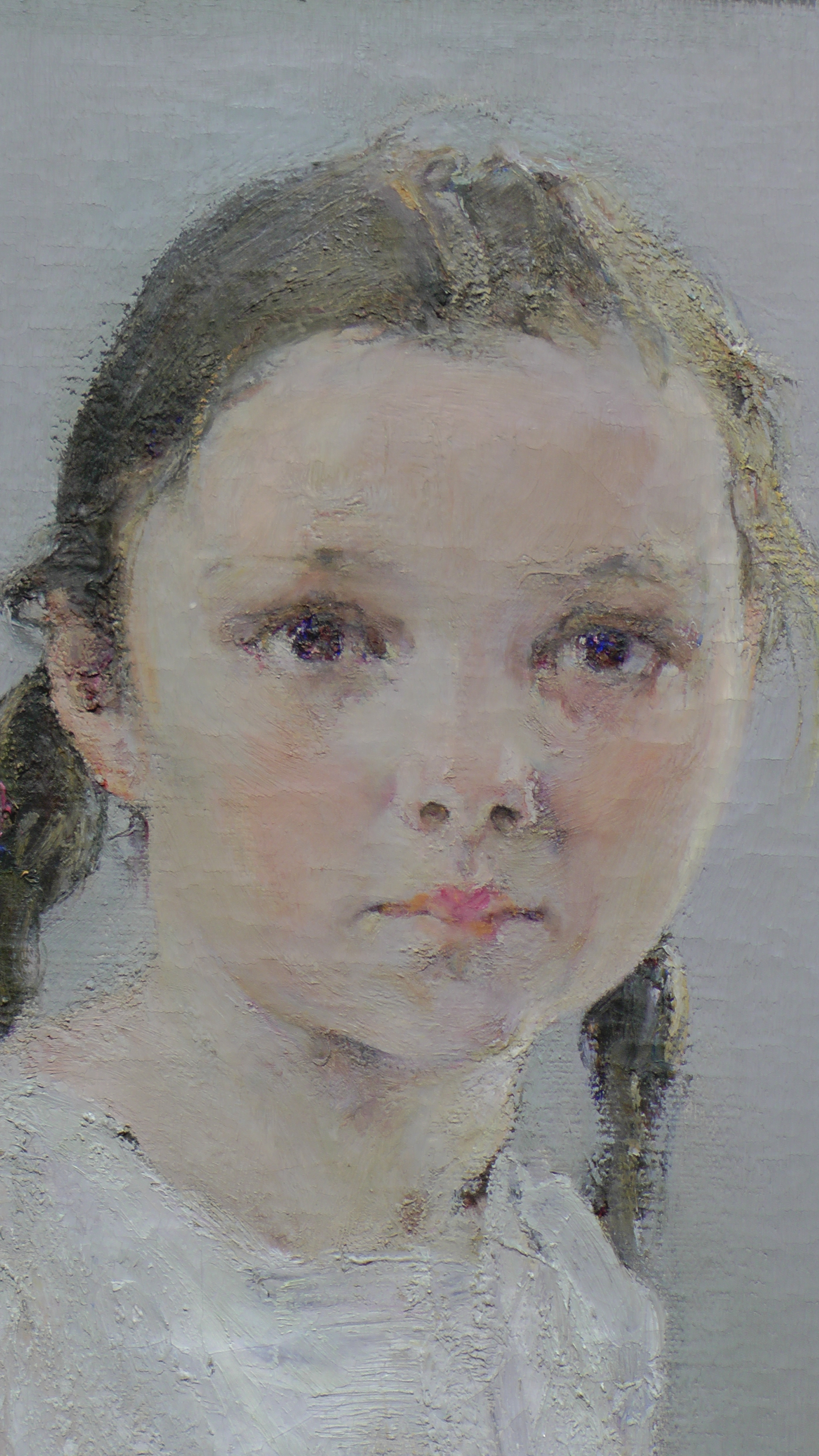
Портрет Вари Адоратской. Фрагмент

Среди наиболее ценимых художником и часто приглашаемых натурщиков Николая Фешина были дети. Галина Тулузакова в своей книге о творчестве Фешина противопоставляет жанровые композиции художника, где он показывал сложность и противоречивость человеческой натуры, далеко не идеальные качества и свойства людей, присущие им от природы, его же детским портретам, где, по её словам, проявляется «его романтическая, возвышенная вера в человека». В своих портретах Фешин не делает различия между детьми из «простых» и «интеллигентных» семей — и те, и другие в его картинах олицетворяют светлый образ детства. В работах «Портрет девочки» (Вятский художественный музей имени В. М. и А. М. Васнецовых), «Девочка в розовом платке» (долгое время находилась в частной коллекции хирурга-онколога академика Н. Н. Блохина), «Крестьянская девочка» (частная коллекция, США), «Девочка» (Panhandle–Plains Historical Museum, США), «Катенька» (Государственный музей изобразительных искусств Республики Татарстан) зритель может без труда определить, что персонаж принадлежит к социальным низам. В картине «Киса», портретах Нины Белькович и Миши Бардукова представлены дети из иной социальной группы, но отношение автора к своему герою не меняется.
В своей интерпретации изображения детей Фешин акцентирует открытость миру, незащищённость, внутреннюю чистоту ребёнка или подростка. Сам художник при этом серьёзен, в его работах отсутствует умиление перед детством. Дети в живописных работах Фешина представлены в соответствии со своими возрастными характеристиками: художник передаёт пластичность движений, нежность ещё не до конца сформировавшихся черт лица, живость, непоседливость, избалованность. Для портретов Фешина и в целом характерно различие живописной кладки мазка на лице лёгкими касаниями и пастозного письма на одежде и фоне, но особенно заметно это в детских портретах художника.

## Описание «Портрета Вари Адоратской»

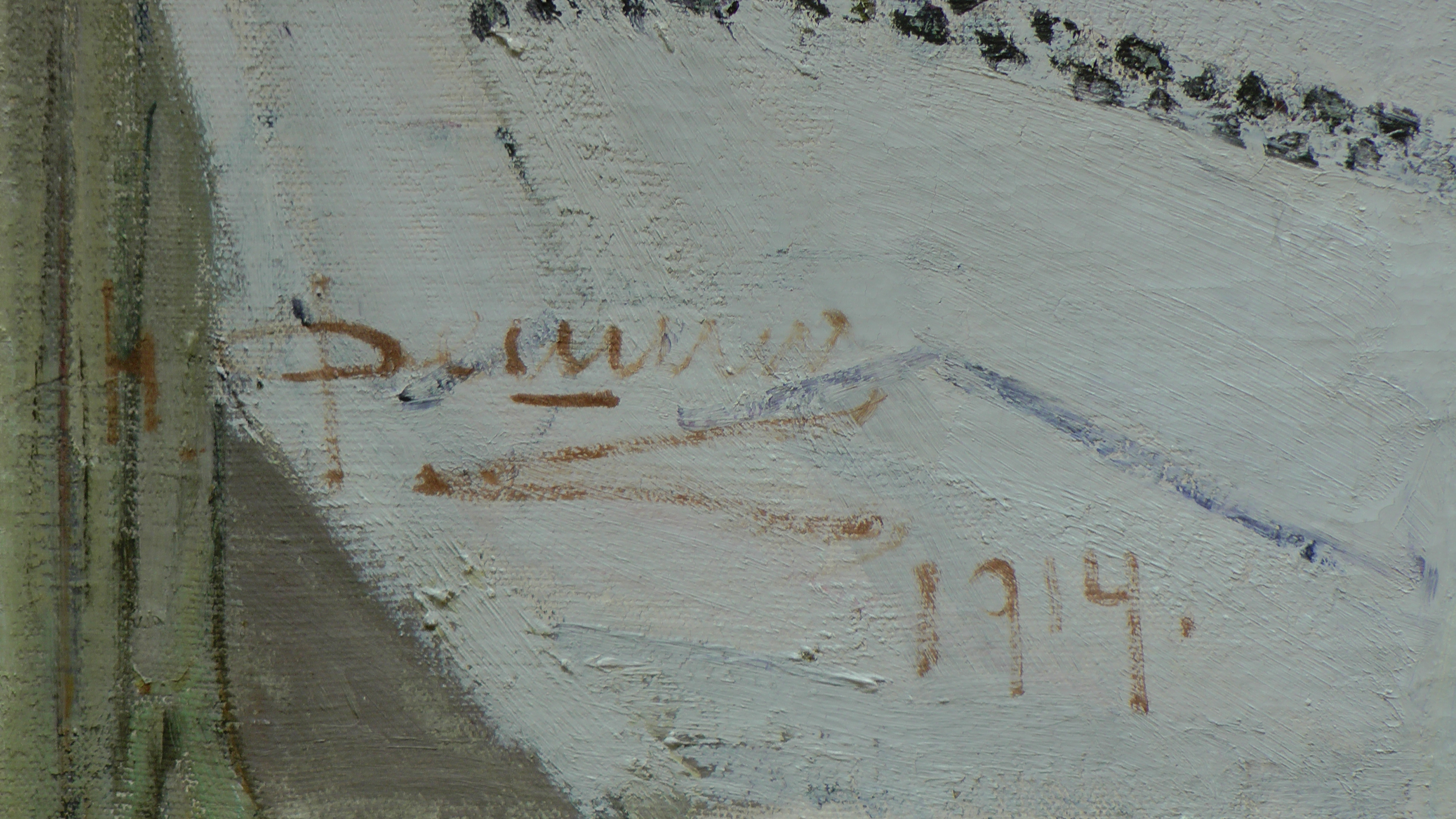
Портрет Вари Адоратской. Фрагмент (подпись художника)

«Портрет Вари Адоратской» выполнен в технике масляной живописи по холсту. Размер полотна — 135 × 145 см (в каталоге выставки в московской галерее «Арт-Диваж» приводятся другие размеры — 138 × 147,2 см). Слева внизу находятся подпись художника и датировка полотна: «Н. Фешин 1914». Картина входит в коллекцию Государственного музея изобразительных искусств Республики Татарстан в Казани. Инвентарный номер полотна в собрании — Ж-938. С 2005 года «Портрет Вари Адоратской» экспонируется в зале Николая Фешина на третьем этаже постоянной экспозиции Национальной художественной галереи «Хазинэ».
На портрете изображена десятилетняя девочка, сидящая на столе среди разбросанных в живописном беспорядке игрушек и сладостей. Искусствоведы Государственного Русского музея отмечали, что она «смотрелась бы как ожившая игрушка, если бы не серьёзный взгляд взрослеющего в недетском мире подростка». Картина продолжает традицию детских образов, частью которой являются Алиса Льюиса Кэрролла (1865) и Вера Мамонтова на картине «Девочка с персиками» (1887) Валентина Серова, передающие «счастливую беззаботность детства».
Лицо девочки, как отмечает Галина Тулузакова, воплощает чистоту мироощущения ребёнка. Оно изображено в той же цветовой тональности, что и фон, но выделяется более активным цветом волос и глаз. Взгляд девочки направлен на зрителя. Главный акцент художник сделал на «пытливых глазах ребёнка». Фешин изобразил на картине два разных уровня натюрморта: фрукты на столе и цветы на окне. Фон представляет серая однотонная стена, которая создаёт контраст плоскостности и объёма. Тулузакова отмечала единство в картине фигуры и окружающих её «аксессуаров».

## Модель картины — Варвара Адоратская

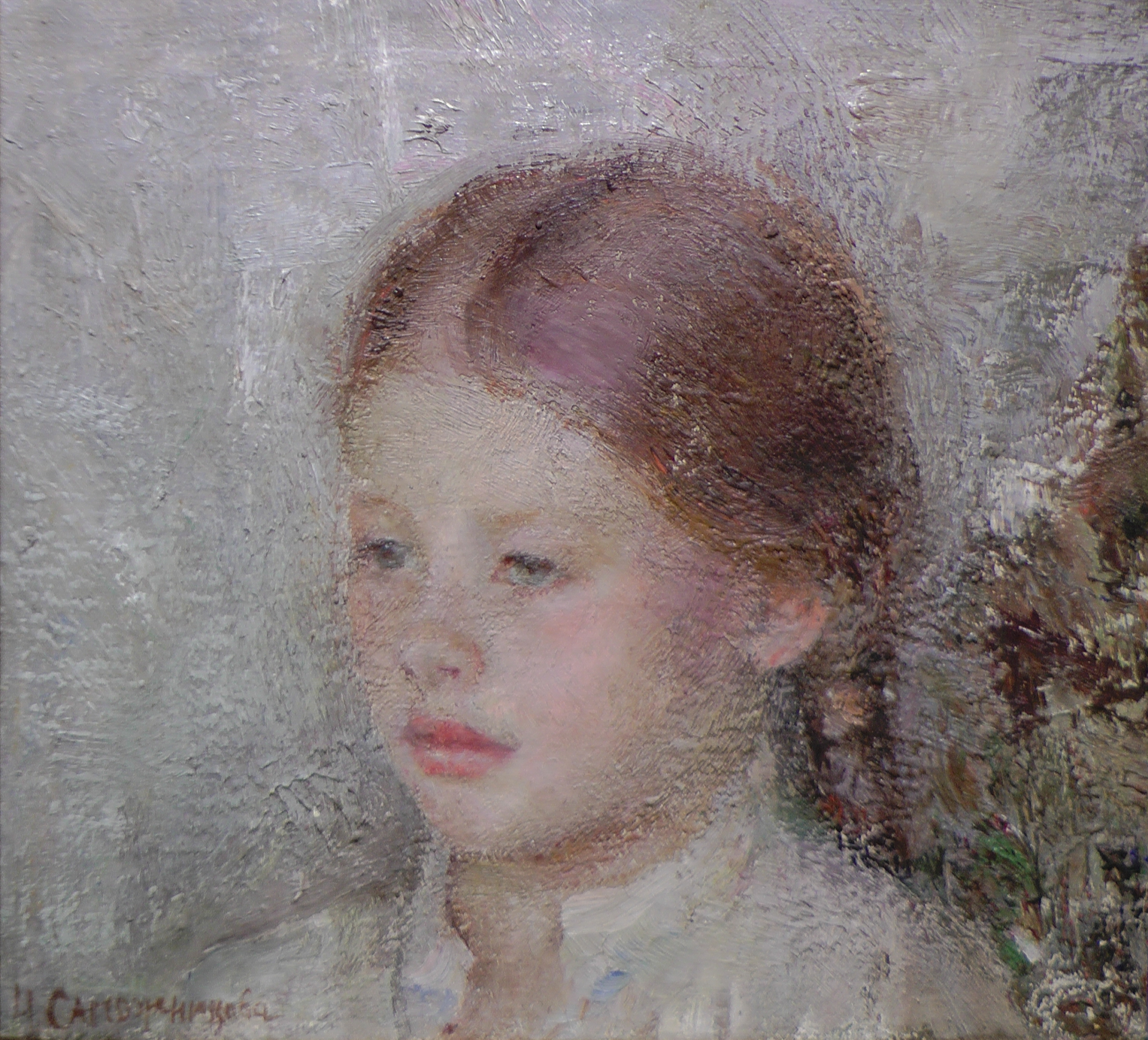
Надежда Сапожникова. Портрет девочки. Варя Адоратская (1910, Государственный музей изобразительных искусств Республики Татарстан, холст, масло)

Ателье С. Фельзер. В. Адоратский с женой и дочерью Варей в казанский период, 1907

Варвара Владимировна Адоратская родилась в Казани в 1904 году. Через год её отец был арестован за революционную деятельность, сначала отправлен в ссылку, а затем выслан из Российской империи (на короткое время позже Адоратские возвращались на родину — в 1907 году в Казани в ателье С. Фельзер было сделано их семейное фото). За ним последовала жена с дочерью. Семья жила в Швейцарии, а затем в Германии. С 1914 года (после начала Первой мировой войны) вместе с отцом и матерью Варвара была интернирована. В 1918 году, в результате обмена, предложенного В. И. Лениным, Адоратские вернулись на родину. Семья жила в Москве, где В. В. Адоратский стал работать в Центральном государственном архиве, а Варвара училась во Вхутемасе с 1923 по 1925 год. Семья Адоратских жила в квартире в Доме Правительства (он же — «Дом на набережной»). Мать Варвары с молодых лет была инвалидом: потеряла слух, зрение, с трудом могла передвигаться, дочь вынуждена была посвятить себя заботе о ней. Сама Варвара в юности перенесла туберкулёз и базедову болезнь, из-за этого она, предположительно, не смогла завершить учёбу в вузе.
Варвара в совершенстве владела несколькими языками и работала переводчицей в Институте К. Маркса и Ф. Энгельса. Она помогала отцу в научной работе, делала для него переводы, печатала на пишущей машинке, трудилась под его руководством над переводами для Института Маркса-Энгельса-Ленина (так был переименован Институт К. Маркса и Ф. Энгельса после объединения с Институтом Ленина), где её отец с 1931 по 1939 год был директором. После его смерти она работала в Институте Маркса-Энгельса-Ленина по договору. Спустя многие годы Адоратская пыталась узнать о судьбе Николая Фешина, эмигрировавшего в США, через посредство своих друзей (письмо В. В. Адоратской к Н. Н. Ливановой от 20 октября 1955 года в личном архиве Н. М. Валеева). Варвара Адоратская умерла в 1963 году.

## История создания портрета

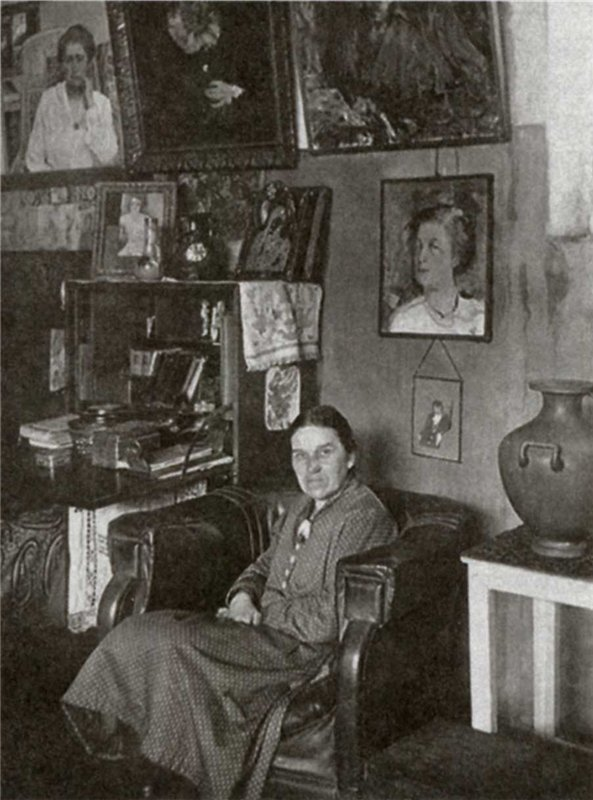
Н. М. Сапожникова в своей мастерской. В центре вверху виден «Портрет Адоратской», написанный Фешиным. Фото сделано до 1917 года

С 1912 года Фешин участвовал в выставках Товарищества передвижных художественных выставок. Наряду с реалистическими портретами Ильи Репина, самого Фешина, Сергея Малютина, на них в это время были представлены и салонные работы. Фешин с увлечением писал портреты на пленэре. Обычно это были небольшие портреты этюдного типа, созданные на ярком солнце, часто против света. Свет благодаря этому создавал едва заметное мерцающее сияние вокруг головы. Уже тогда Репин был высокого мнения о творчестве своего бывшего ученика. Позже, в 1926 году, в разговоре с советскими художниками Репин назвал Николая Фешина среди наиболее интересных современных портретистов.
При выборе моделей Фешин отдавал предпочтение узкому кругу родственников и близких друзей. Это позволяло достигать в портрете «проникновенной глубины и редкой психологической выразительности». Выполненные Фешиным работы обладали «не только внешним сходством с натурщиком, но и непревзойдёнными личностными характеристиками людей, к которым он испытывал особые чувства и привязанность». Таков «Портрет Вари Адоратской», дочери друзей семьи художника.
Отец юной модели художника В. В. Адоратский — активный участник революционного движения, член РСДРП с 1904 года, а впоследствии философ-марксист и историк — высоко оценивал полотна Фешина и ставил его «ничуть не ниже В. Серова». Однако Адоратский не одобрял, что художник часто изображал натурщиков в «надуманных позах». По воспоминаниям В. В. Адоратской, портрет был написан в казанской мастерской Н. М. Сапожниковой — её тёти — весной 1916 года. Фешин не только часто бывал в мастерской, но и активно участвовал в её оформлении в русском стиле. Н. М. Сапожникова играла важную роль в жизни Фешина. Будучи его ученицей и располагая значительными материальными средствами своей богатой семьи, она выступала по отношению к художнику меценатом. Её мастерская была одним из художественных центров Казани. Г. П. Тулузакова отмечала в личности Сапожниковой «контраст присущих женщине способностей тонко понимать и чувствовать прекрасное и одновременно явно мужского склада ума и энергичного характера».
В мастерской Сапожниковой (она была пристроена к располагавшемуся на Кремлёвской улице «Торговому дому М. Ф. Сапожникова», здание которого позже использовалось под Главпочтамт) часто собирались художники, они не только рисовали, но и вели разговоры об искусстве — о живописцах, о цвете, о грунтах и разбавителях. Фешин, по воспоминаниям К. К. Чеботарёва, не любил много говорить на таких собраниях, но внимательно слушал участников беседы, только иногда вставляя короткие реплики, «метко и чётко определяющие его отношение к предмету разговора». Одна из бесед была посвящена так называемому «плоскостному» фону в портрете. Сапожникова была ученицей не только Фешина, но и Кеса ван Донгена, поэтому часто в своих работах апеллировала к его наставлениям, и Фешин во время беседы высказал сомнения в их целесообразности, находя манеру ван Донгена условной. Позже, создавая «Портрет Вари Адоратской», он сам использовал плоско «покрашенную» серую стену, но она оказалась здесь не «условной, а реалистически обоснованной».
Спустя многие годы юная модель художника рассказывала, что история картины началась в марте — апреле 1914 года в Казани. Варя Адоратская была очень близка со своей тётей Надеждой и часто бывала у неё в мастерской. Сапожникова предложила девочке стать натурщицей Николая Фешина. Адоратская рассказывала (с сохранением стиля и орфографии оригинала):

«…В то время Фешин задумал написать стол, покрытый белой скатертью, а около стола девочку в одной рубашке, которая только что встала с постели и кормит с ложки куклу. …Тётя предложила, чтобы Николай Иванович написал меня. Мне было тогда 9 лет, я была довольно застенчива и дика. Когда тётя Надя сказала мне, что я должна буду позировать в одной рубашке, я категорически отказалась и сказала, что куклу я никогда не кормлю с ложки, потому что: „она ведь есть не может“. Помирились на том, что я надену белое батистовое платье, а кукла будет лежать рядом со мной. Переговоры эти происходили, конечно, без Николая Ивановича. Сперва он посадил меня в плетёное кресло около стола, но потом решил посадить на стол. Мне это очень не нравилось, потому что было очень неудобно и даже больно сидеть, постоянно немели ноги. Но спорить с Н. И. было невозможно и приходилось покоряться. Сперва на мне был надет широкий пояс с синими, жёлтыми и красными пятнами. Но Н. И. это не понравилось, и он нашёл кусок матовой шёлковой материи более блёклых тонов и переделал то, что было написано сначала. То же самое он сделал с платьем куклы-японки, которая лежала рядом со мной. На ней было яркое платье с красными, жёлтыми и синими цветами. По желанию Н. И. на неё надели другое — голубоватое, и он переделал его на картине»— Варвара Адоратская. Воспоминания
Адоратская вспоминала, что сначала Фешин сделал набросок всей композиции на холсте углём, потом написал лицо, а все другие элементы композиции лишь наметил. Позже, заканчивая работу над лицом, художник постепенно завершил и всю картину. Варвара Адоратская вспоминала: «Положит мазок и отбежит, чтобы посмотреть издали, потом опять возьмёт краску на кисть и снова бежит к холсту, движения у него были порывистые, работал он с большим темпераментом и увлечением». На сеансы юная натурщица ходила более месяца три раза в неделю. Работу над натюрмортом Фешин продолжал и в отсутствие девочки.

## Картина в собрании музея

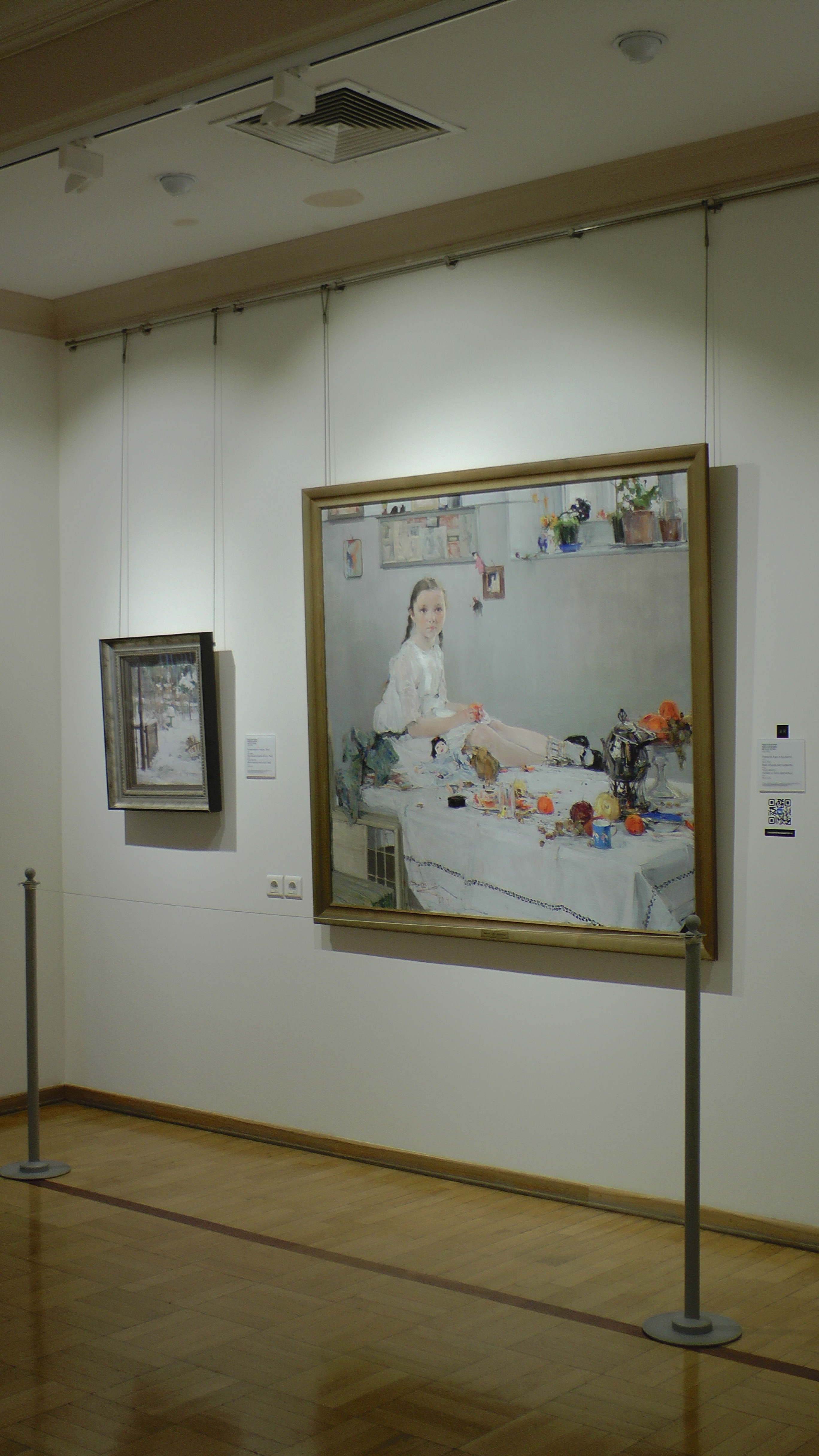
Картина «Портрет Вари Адоратской» в зале Николая Фешина Национальной художественной галереи «Хазинэ»

Портрет девочки Фешин предложил отцу Вари Владимиру Адоратскому, но тот отказался от его приобретения. Поэтому его приобрела Н. М. Сапожникова. Она завещала портрет племяннице — Варе Адоратской, которая послужила для портрета моделью. В ГМИИ РТ портрет был передан в 1964 году Сергеем Николаевичем Разумовым В Москве у Разумова, который был близким человеком В. В. Адоратской и унаследовал коллекцию картин Николая Фешина после её смерти в 1963 году, сложилась крупное собрание работ художника. Наряду с «Портретом Вари Адоратской» в него входили и многие другие значительные произведения, такие как портреты С. М. Адоратской (1910), портрет Миши Бардукова (1914), портреты Н. М. Сапожниковой (два этюда 1915 года и два большеформатных портрета 1916 года), портрет Е. М. Конуриной (1917).

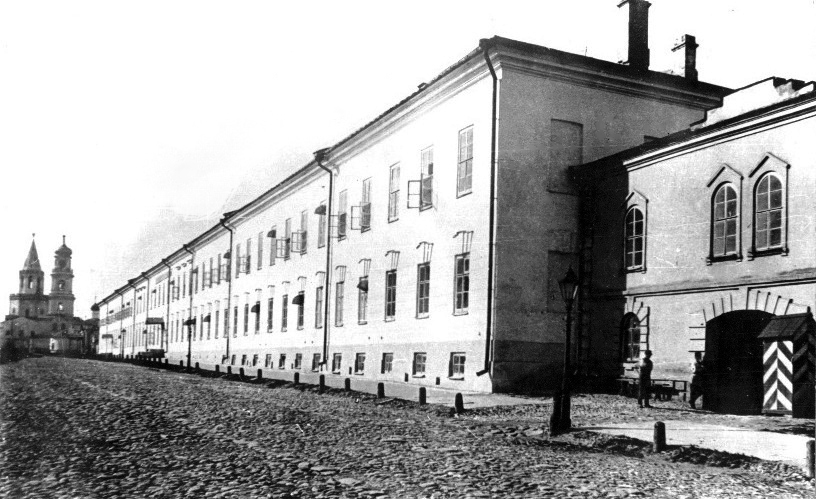
Здание Казанского пехотного юнкерского училища (в перестроенном здании в XXI веке расположена Национальная художественная галерея «Хазинэ», где экспонируется картина). Старинное фото

Подготовка в Казани персональной выставки Николая Фешина в 1963 году потребовала активной исследовательской и поисковой работы. Был выявлен круг людей, у которых могли храниться его произведения. Сотрудники казанского музея в начале 1963 года прибыли в Москву и познакомились с Варварой Адоратской. Зная о своей неизлечимой болезни, она согласилась продать коллекцию казанскому музею, однако собственный портрет хотела видеть в Третьяковской галерее, а не в казанском музее. После смерти Адоратской и перехода её коллекции к С. Н. Разумову переговоры пришлось начинать заново, но в конце концов он согласился на предложение продать работы Фешина казанскому музею. Это касалось всех работ коллекции, кроме «Портрета Вари Адоратской», который он собирался передать в соответствии с волей умершей в Государственную Третьяковскую галерею. Однако под влиянием настойчивых уговоров казанского музея он согласился передать этому учреждению картину. Передача картины состоялась в 1964 году.
Картина неоднократно представляла творчество Фешина на крупных отечественных и международных выставках. Среди них были 43-я выставка Товарищества передвижных художественных выставок в 1915 году, а также экспозиция «От Казани до Таоса», проходившая с ноября 2011 года по февраль 2012 года в Национально-художественной галерее ГМИИ РТ. В рамках экспозиции 2011—2012 годов была проведена выставка «Фешин, Варя и я», подготовленная семейной студией ГМИИ РТ. Для этой выставки группа детей создала свою версию картины «Портрет Вари Адоратской». Под руководством заведующей сектором музейной педагогики М. С. Обшивалкиной дети также провели фотосессию по картине Николая Фешина, снимки которой стали экспонатами этой выставки. Помимо этого, картина была представлена на выставке, посвящённой творчеству Николая Фешина, проходившей сначала в Казани в 1963-м, а затем — в Москве в 1964 году, на выставке 1992 года, в 2004 году в галерее «Арт-Диваж» (Москва), а также в Казани на выставке 2006—2007 годов и Москве (Третьяковская галерея) в 2021 году. Полотно было реставрировано в 1973 году во Всероссийском художественном научно-реставрационном центре имени И. Э. Грабаря.
Картина Николая Фешина — большой по формату композиционный портрет-картина. Портрет-картина, в понимании Тулузаковой, — произведение, изначально задуманное Фешиным как некое обобщение. В таком портрете синтезируются индивидуальные характеристики модели, но он претендует ещё и на создание типичного и одновременно идеального образа человека своего времени.

## В оценке искусствоведов и зрителей

### Современники о картине

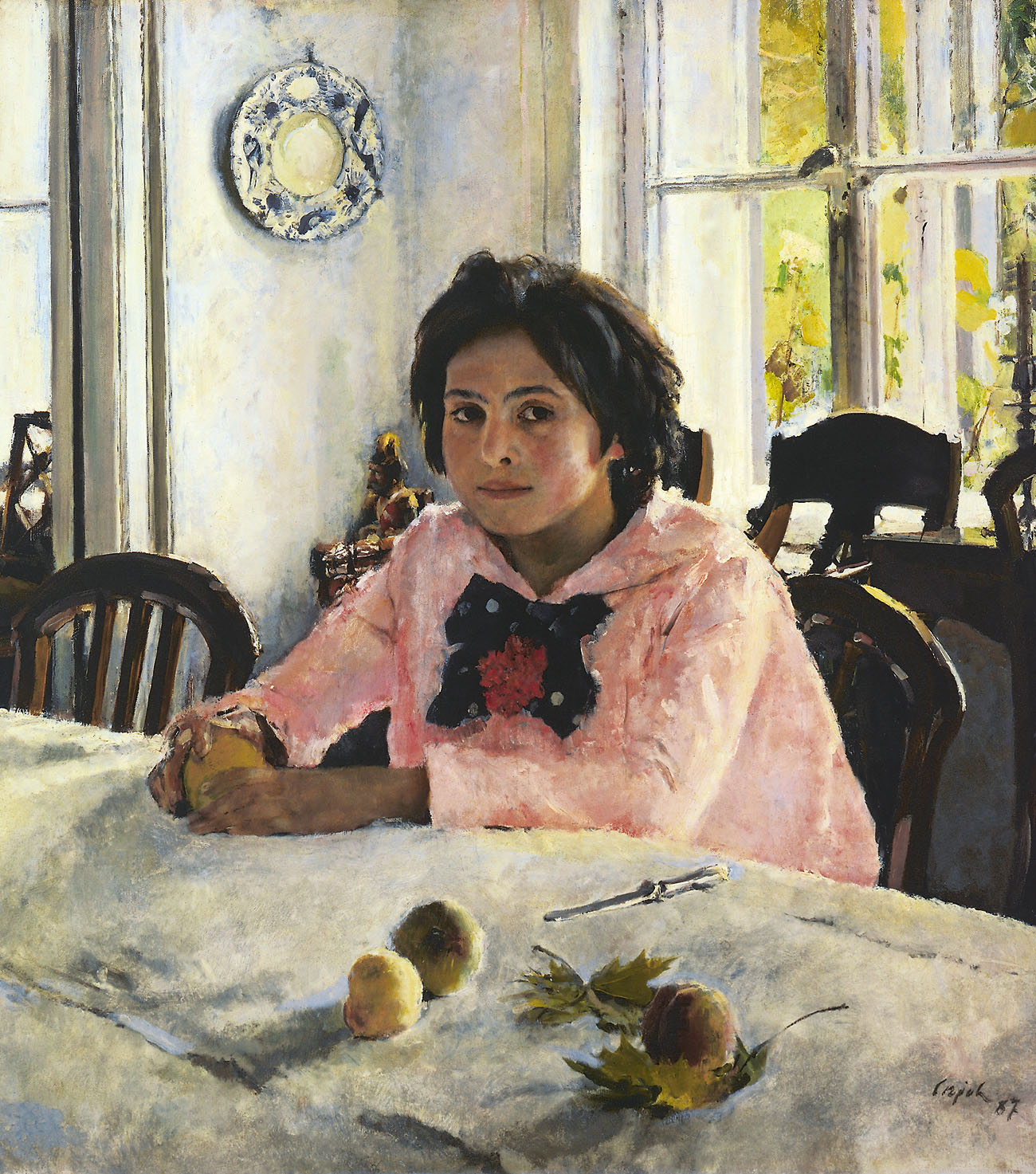
Валентин Серов. Девочка с персиками, 1889

Впервые картина была представлена широкой зрительской аудитории в год её создания на периодической выставке Казанской художественной школы. Искусствовед П. Е. Корнилов вспоминал, что его знакомство с творчеством Н. И. Фешина состоялось именно на этой на выставке, проходившей в здании художественной школы. Внимание Корнилова привлёк «Портрет Вари Адоратской», хотя на выставке были представлены и другие значительные работы художника, в том числе «Бондарка» и «Портрет жены». В портрете В. Адоратской ему нравились простота и ясность композиции, сам «образ миловидной девочки», натюрморт на столе и благородная серовато-перламутровая гамма, господствующая в картине. Картина вызвала в памяти Корнилова работы Валентина Серова. Журналист Вл. Денков в статье 1915 года даже утверждал: «…для портрета „Вари Адоратской“ несомненно послужила образцом серовская же В. Мамонтова („Девочка с персиками“) — фрукты на скатерти, смуглое лицо, серая стена и кусок окна».

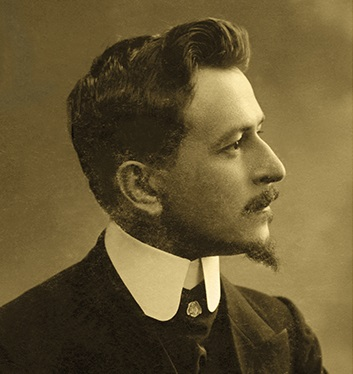
Пётр Максимилианович Дульский, автор первой монографии о творчестве Николая Фешина

Живописец и педагог, ученик Николая Фешина, А. А. Любимов, побывавший на этой же выставке, вспоминал через 60 лет:

«Помню, в 1914 году на периодической выставке школы очень сильное впечатление произвёл на меня портрет девочки Адоратской, сидящей на столе среди натюрморта. Какая свежесть, какая мощь и вместе с тем какая деликатная сдержанность и какая высокая общая культура портретной живописи! Невозможно забыть, пройти мимо этого шедевра живописи Фешина. Публика осаждала, теснилась, каждому хотелось поближе посмотреть кухню живописи и технику исполнения этого чудесного портрета».— Александр Любимов. Воспоминания о Н. И. Фешине
В первой монографии о творчестве Николая Фешина, которая вышла в 1921 году в Казани, искусствовед Пётр Дульский писал о картине «Портрет Вари Адоратской»:

«Это весьма красивая вещь, чуть ли не лучшая из всего исполненного Н. Фешиным, изображает портрет девочки во весь рост, скомпонованный с левой стороны картины. Модель изображена в довольно спокойной позе, усевшись на углу стола. Ровный, серый тон фона служит прекрасной рамкой портрету, красочный же натюрморт, изображающий металлический кофейник, вазу с апельсинами и виноградом, голубую фарфоровую чашку, исполнены с большим вкусом и мастерством; сам же портрет удивительно мягкий, приятный по тонам, хорошо вяжется со всей этой окружающей обстановкой, в целом дающей стройное художественное впечатление»— Дульский. Н. Фешин

### Оценка советскими искусствоведами

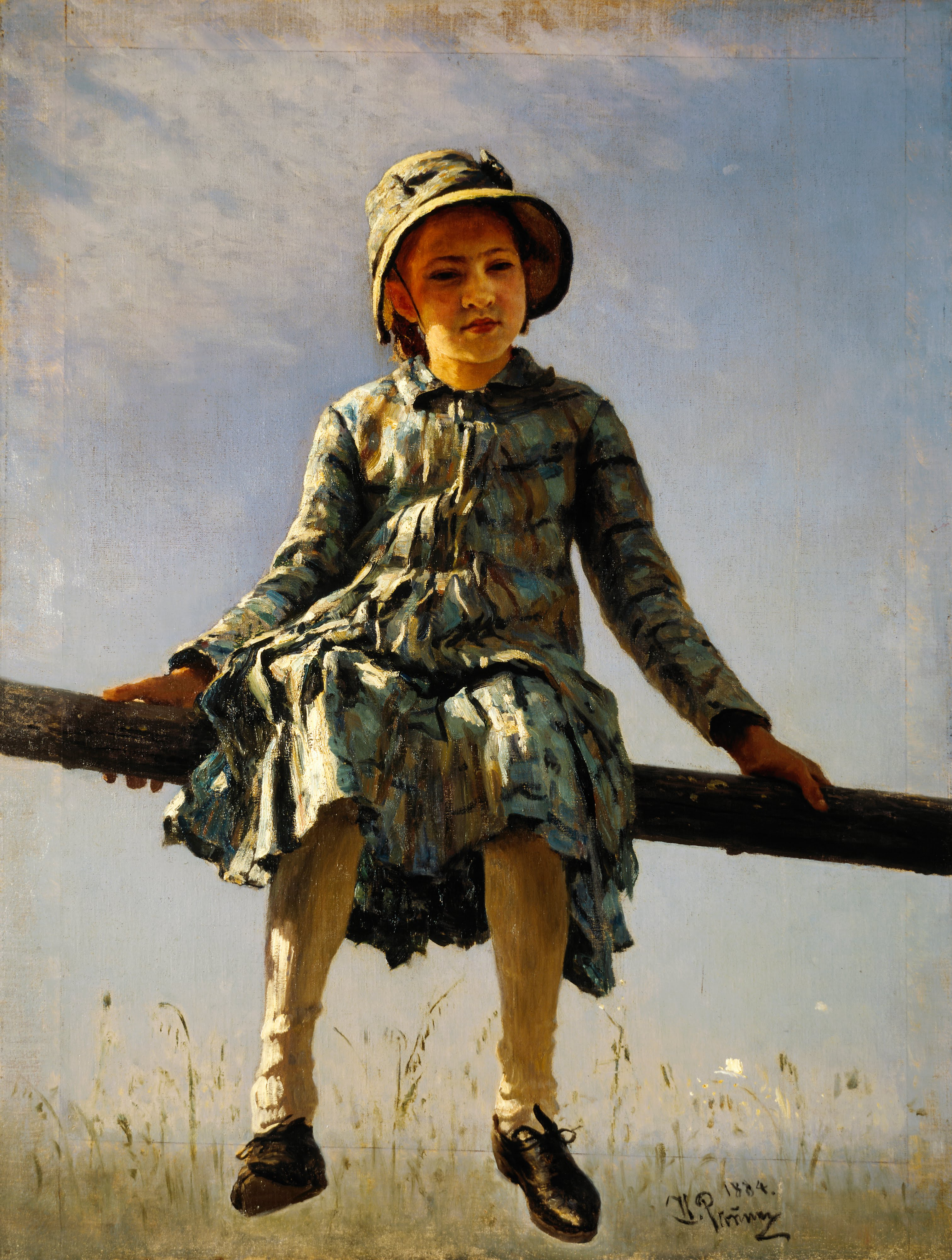
Илья Репин. Стрекоза. Портрет В. И. Репиной, дочери художника, 1884

Искусствовед Владимир Воронов писал о «чистейшей перламутровой живописи, завершённой реалистической форме» картины, по «мягкой, изысканной гармоничности» он ставил портрет Вари Адоратской в один ряд с полотном Ильи Репина «Стрекоза» и «Девочкой с персиками» Валентина Серова.
Искусствовед, специализировавшаяся на живописи Серебряного века, С. Г. Капланова отмечала серьёзность и душевную мягкость образа девочки, которую художник написал «словно внезапно». Глаза девочки задумчивы, внимательны и ясны, золотисто-русые волосы уложены в косички, своеобразна посадка гибкой фигуры. Цветовую гамму полотна Капланова охарактеризовала как нежную, радостную и одновременно изысканную. Она особо выделяла мастерство художника в изображении белой скатерти, белого батистового платья и голубовато-зелёного банта. Натюрморт на картине Капланова называла «прекрасно написанным», он включает чайник на спиртовке, апельсины, гранаты, орехи, вазу с фруктами и куклу в голубом платье. В более раннем очерке творчества Николая Фешина, относящемся к 1964 году, Капланова отмечала светлую и радостную атмосферу портрета Вари Адоратской. Она писала о чувстве недоумения, которое порождает знакомство с картиной. Оно вызвано необычайностью композиции и неожиданностью расположения модели. Портрет, по её мнению, интересен не только трактовкой образа девочки, но и цветовым решением. Портрет вызвал у советского искусствоведа в памяти лучшие детские портреты русской живописи второй половины XIX века. Она отметила карие задумчивые, внимательные и ясные глаза ребёнка, своеобразную посадку гибкой фигуры девочки «с чудесной, мягкой по линиям, шейкой».

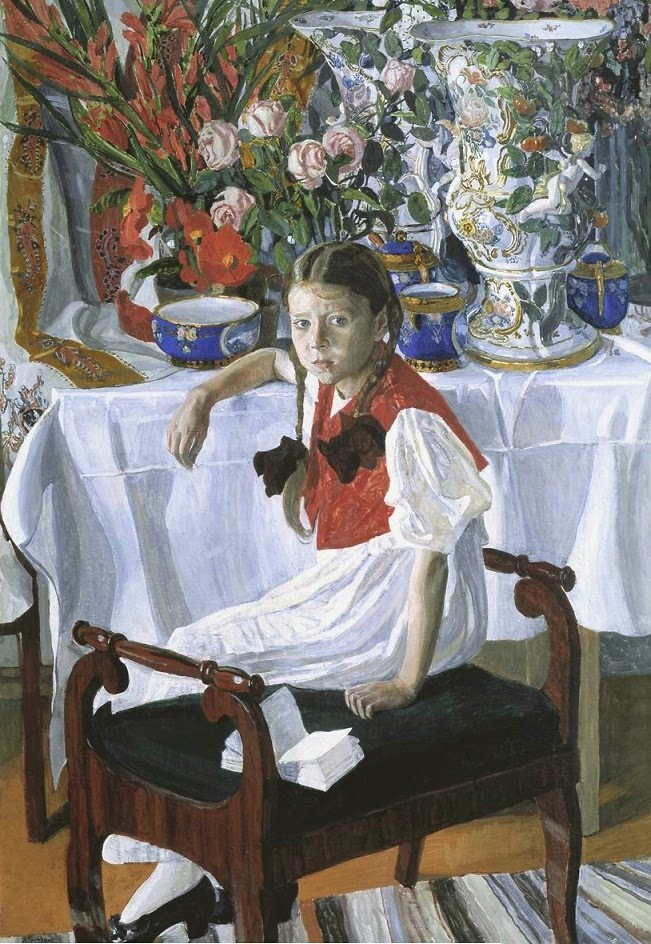
Александр Головин. Девочка и фарфор, 1916

Доктор искусствоведения Ида Гофман сопоставляла картину «Девочка и фарфор» (1916) Александра Головина и «Портрет Вари Адоратской» Николая Фешина. Общими элементами для них она называла декоративность и сюжет — дети и красочный натюрморт на столе. При этом каждый художник, по её мнению, решал этот сюжет по-своему. У Фешина изображена условная, придуманная ситуация: девочка сидит на столе среди живописного беспорядка неубранной посуды и разбросанных фруктов. Она — главный объект внимания художника. Вещи, цветы, книги, картинки на стенах — эти яркие пятна располагаются вокруг её фигурки в светлом платье, создавая своеобразную атмосферу мира ребёнка. В лице Вари не ощущается безоблачного счастья, оно не по-детски серьёзно и тревожно. Этим образ, с точки зрения искусствоведа, близок Фросе на картине Головина.
При сходстве трактовки для своего полотна Головин выбрал, с художественной точки зрения, следующее решение. Девочка на картине художника включена в общую цветовую композицию холста как один из её компонентов. Маленькая фигурка пятилетней девочки размещена не на столе, как у Фешина, а у стола, на котором возвышается большая масса дорогих цветов и коллекционного фарфора. Лицо Фроси по воле художника оказывается на уровне натюрморта. Портрет превращается художником в спектакль, где актёрами, наряду с девочкой, становятся цветы и вещи. Художник тщательно подобрал объекты и продумал композицию (объекты расположены согласно величине, форме и окраске). Поместив сзади зеркало, художник удвоил количество предметов на столе, одновременно увеличивая впечатление этой массы красивых вещей.
Искусствовед А. Б. Файнберг отмечал в своей книге «Художники Татарии», вышедшей в 1983 году, в применении к картине талант Фешина-колориста. Художнику, по его мнению, удалось создать тонкую цветовую гамму, в которой доминирует серо-жемчужный цвет, оживляемый яркими всплесками синих, жёлтых, красных пятен. Сам образ Вари «одухотворён бережным отношением художника к модели».

### Российские искусствоведы 1990-х годов о картине
В статье «Возвращение Вареньки» казанский искусствовед, заслуженный работник культуры Республики Татарстан А. И. Новицкий отмечал «звероподобность» мужских лиц и «тупость женских физиономий» на картинах Николая Фешина. По его мнению, эстетизм у художника преобладает над психологией. Новицкий оценивал «Портрет Вари Адоратской» как чуть ли не единственную вершину в творчестве Фешина.
Художник и искусствовед С. Н. Воронков писал, что композиция картины построена на контрастах, гармония и спокойствие в образе девочки противостоят хаосу натюрморта на столе (по его мнению, это могло быть рефлексией на происходящие в то время в России события). Фигурка девочки изображена детально и материально в противовес эскизному натюрморту. Портрет тонок по колориту и живописи. Его отличают «сделанность», свежесть, кажущаяся лёгкость исполнения и не всегда характерная для Фешина сдержанность живописного темперамента. Композиционную асимметрию картины Воронков считал характерной для эпохи модерна. Равновесие, несмотря на асимметрию, достигается контрастами фактуры мазков, цветовыми и тоновыми контрастами, разностилевыми приёмами, за счёт соотнесения светлых и тёмных тонов (сыграли свою роль просчитанные художником размер и количественные соотношения цветовых пятен). Благодаря этому внимание зрителя сосредоточено на лице девочки (хотя её головка смещена от геометрического центра, и геометрическим центром оказывается апельсин в руках Вари).
Развёрнутость стола и «прорыв стены подоконником» усиливают глубину пространства. По мнению Воронкова, художник продиктовал зрителю сложную траекторию перемещения взгляда при рассмотрении полотна. Натюрморт играет роль живописного центра полотна «Портрет Вари Адоратской». От него взгляд зрителя перемещается на девочку. Голубые глаза девочки не по-детски серьёзны, в них зритель чувствует её интерес к миру. С фигуры Вари взгляд зрителя переносится на миниатюры и рисунки на стене, на цветы на подоконнике и вновь возвращается к натюрморту (написанному живописно, насыщенно, пастозно, фактурный мазок здесь соединяется с тонкой лессировочной живописью в стиле французского академиста XIX века Жана Огюста Доминика Энгра, использован эффект свечения белого холста). Внутри этого, по мнению Воронкова, воображаемого кругового движения взгляда находится светло-серая стена (окрашенная полупрозрачно, широким флейцем). Она не воспринимается как пустота, а расширяет пространство и даёт «выход» из картины. Живописная гамма построена на градациях светлых тонов. Белый цвет (платье и скатерть) воспринимается Воронковым как символ чистоты и непорочности. Оранжевая гамма (апельсины и их корки, цветы бегонии на подоконнике, алый цвет губ девочки) — как радость детства. Присутствует также ультрамарин с его оттенками (голубые чашка и тарелки на столе, синее блюдце на подоконнике, голубизна глаз девочки). Чёрная краска (чёрные туфли, чайник, коробочка на столе, волосы куклы, косички девочки, игольница, рамка миниатюры, горшки на подоконнике), подобно оранжевой гамме, кругообразно проходит по холсту. Это — одна из причин единства композиции картины.
Миниатюра в тёмной рамке на стене — устойчивая цветовая доминанта на вертикальной оси и «мост» между головкой Вари и подоконником, образующий диагональную линию. Воронков отмечал, что, несмотря на хаотичность изображённых объектов, «в картине ничего нельзя убрать или добавить без ущерба для композиции». Художник создал композицию портрета с учётом её восприятия зрителем (большую роль при этом играют цвет и его эмоциональное воздействие). При развороте композиции она, по мнению Воронкова, потеряет равновесие и смысл. Российский искусствовед считал картину «Портрет Вари Адоратской» примером композиционного и живописного мастерства, опирающихся на интуицию и анализ художника.

### Российские искусствоведы 2000-х годов о картине

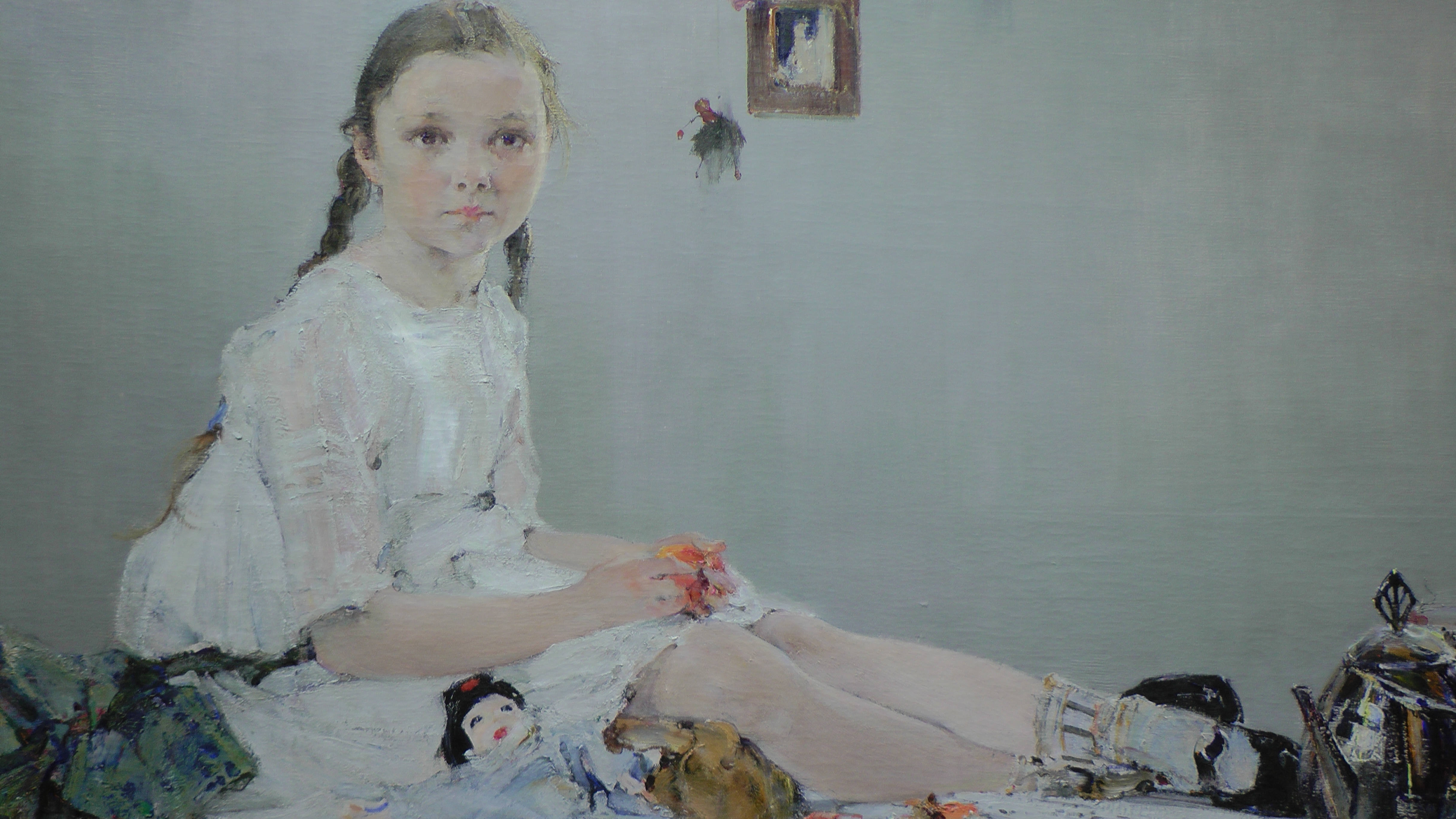
Портрет Вари Адоратской. Фрагмент (сидящая на столе девочка)

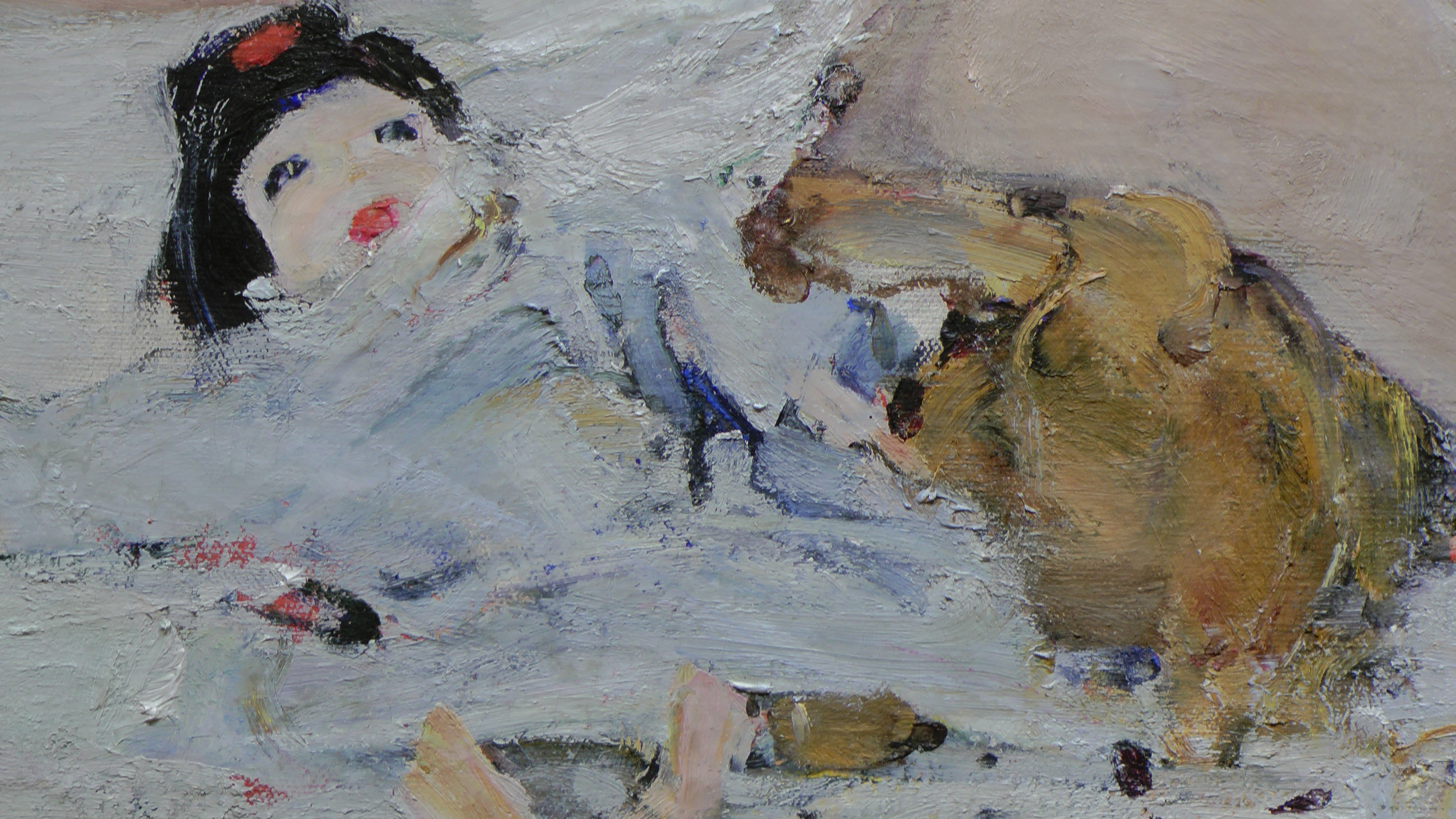
Портрет Вари Адоратской. Фрагмент (игрушки под коленом девочки)

Кандидат искусствоведения Антон Успенский отмечал, что картина «опрощается и уплощается при репродуцировании, исчезает пронзительность обретённого в картине эмоционального равновесия, гаснет серебристо-серый свет». Успенский обращает внимание на некоторые любопытные, с его точки зрения, детали:
- Варя сидит почти на краю стола в неудобной позе, напряжены её подогнутое колено и прямо «тянутая спинка»[35].

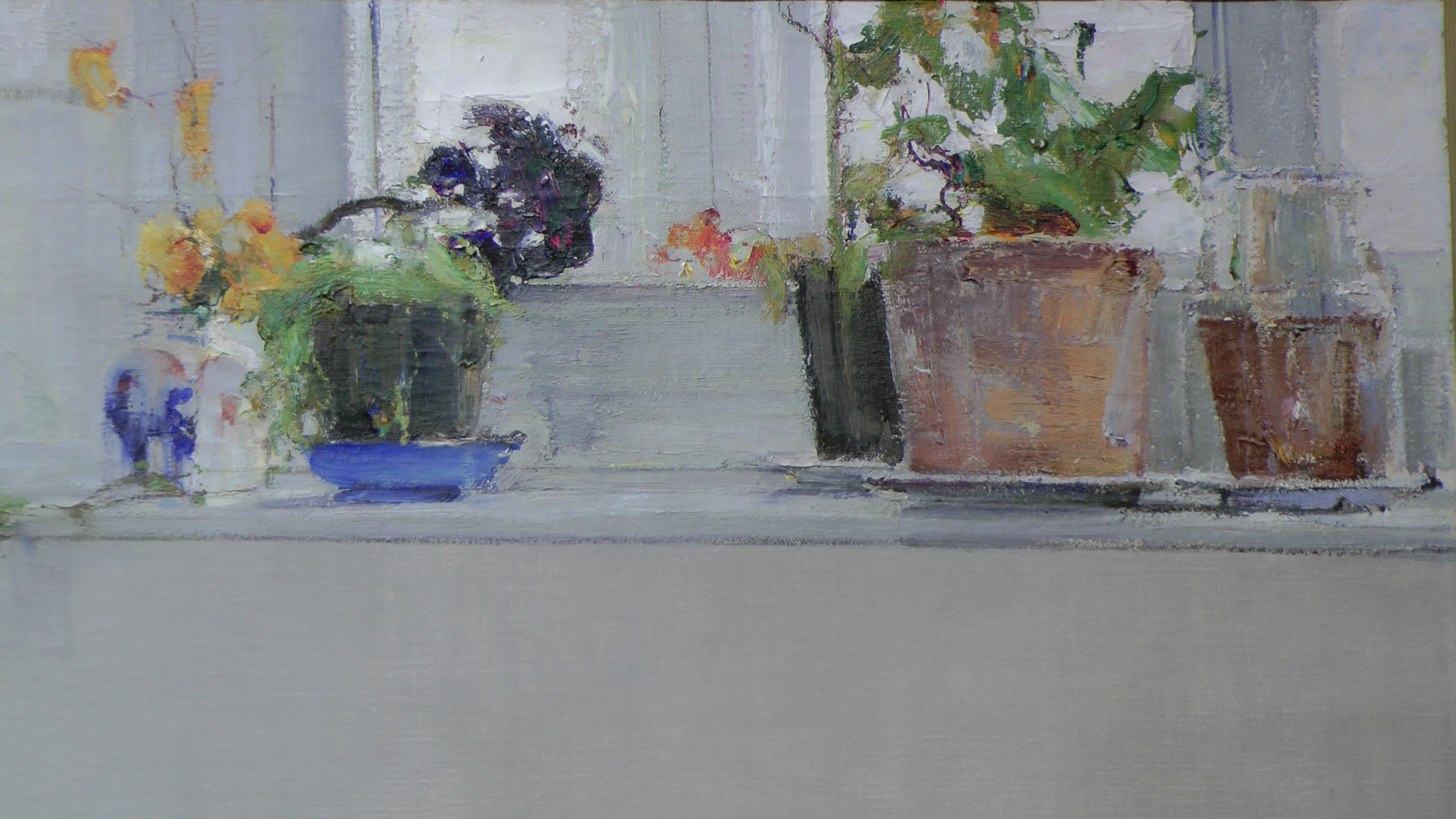
Портрет Вари Адоратской. Фрагмент (живые цветы за спиной у девочки)

- в руках у девочки некий оранжевый плод, «которому нет названия». Художник изображал этот «неперсик» в большом количестве своих работ, в разных картинах он похож на мандарин, на хурму, «никогда не опрощаясь до внешности апельсина»[35].
- девочка сидит в окружении подарков, но демонстрирует безразличие к ним: к гостинцу в руках, кукле и книжке, она придавила ногой плюшевого медвежонка, голубая кружка стоит слишком далеко, чтобы до неё можно было бы дотянуться[35].
- художник показывает неустойчивость запечатлённого им мира: «Стол замусорен так изысканно, что любуешься медово-красной кожурой и ультрамариновыми очистками. Ребёнок „подвешен“ среди опасного окружения, девочка посажена как на остановленные качели, снизу на скатерти чернеет межа мережки, над головой границу держит багетная рамка. Самое близкое к её лицу пятно — тёмная пушистая игрушка, висящая на нитке в руках своей розовой товарки». «Во всём — беспокойство», эмоции Вари непредсказуемы[35].
- непонятно, где происходит действие картины: «Высокое окно намекает на подвал, рассеянный свет подразумевает чердак»[35].

Кандидат искусствоведения Д. Г. Серяков оценивал картину как произведение стиля модерн. Он отмечал, что плоскость светло-серой стены подчёркивает условность зрительного пространства. Колорит портрета сдержанный, он строится на сочетаниях различных оттенков белого и серого, но ярко и сочно написаны горшки с цветами, посуда на столе и фрукты. Контраст с фоном стены составляют также тёмные волосы девочки, чёрные туфли и металлический чайник на столе. Серяков подчёркивает использование художником тёмных фрагментов, выполненных мазками ультрамарина, когда Фешин использует оригинальный оптический эффект (смешение — на расстоянии ультрамарин сливается с рядом лежащими цветами в один тон, но при приближении он создаёт резкие контрасты). Этот эффект Фешин использовал при изображении волос и карих глаз девочки. Серяков считает, что в этой картине Фешин обращается к эффекту намеренной незаконченности («нон-финито»), но здесь этот эффект имеет «более сдержанное звучание», чем в других его картинах, «тяготеет к естественной условности живописной манеры».
По мнению Серякова, при использовании «нон-финито» общие формы изображения на «Портрете Вари Адоратской» хорошо «читаются», но при «детальном рассмотрении картины начинают вибрировать и местами распадаться на хаотичную гущу мазков». Он считает, что картина Николая Фешина — яркий пример того, что «нон-финито», «являясь гиперболизацией закономерных условностей изобразительного языка (где неизменно присутствует художественный отбор главного от второстепенного, и выразительность начального технического элемента — красочного мазка — естественным образом живёт в общей структуре картины), может проявиться не только как прямой путь к нарастанию абстрактного начала в произведении, но и как в целом свойственный реалистической манере изображения стилистический подход».
Г. П. Тулузакова писала, что с первого появления на выставках картину Николая Фешина зрители непроизвольно связывали с известным полотном В. А. Серова «Девочка с персиками». Два произведения имеют достаточно много общего: объект изображения, выразительные средства, настроение (атмосфера равновесия, гармонии и счастья). Тулузакова отмечала, что до рубежа XIX—XX веков детям в изобразительном искусстве не придавалось большого значения. В картинах «Девочка с персиками» Валентина Серова и «Портрет Вари Адоратской» Николая Фешина авторы запечатлели образ «надежды усталого, больного времени, чреватого социальными катастрофами», «глоток чистого воздуха среди скепсиса и разочарований, это желание обрести ясность среди сложностей и противоречий».
По мнению Г. П. Тулузаковой, «Портрет Вари Адоратской» является не повторением более ранней картины Валентина Серова, а собственной вариацией художника на тему предшественника. Фешин изобразил девочку сидящей на столе, что делает её частью «изысканного натюрморта». Это даёт возможность автору подчеркнуть «естественную грациозность, нежность пластики детского тела». Художник тщательно прописывает детали натюрморта, который воспринимается вполне реалистично в соответствии с портретным изображением девочки. Ситуация, изображённая на картине, по мнению Тулузаковой, искусственна, но воспринимается зрителем достаточно органично. Тулузакова, как и другие искусствоведы, подчёркивает, что композиция картины асимметрична — фигура девочки смещена в сторону от центральной оси полотна. При этом, лицо героини находится в оптически активной части холста.

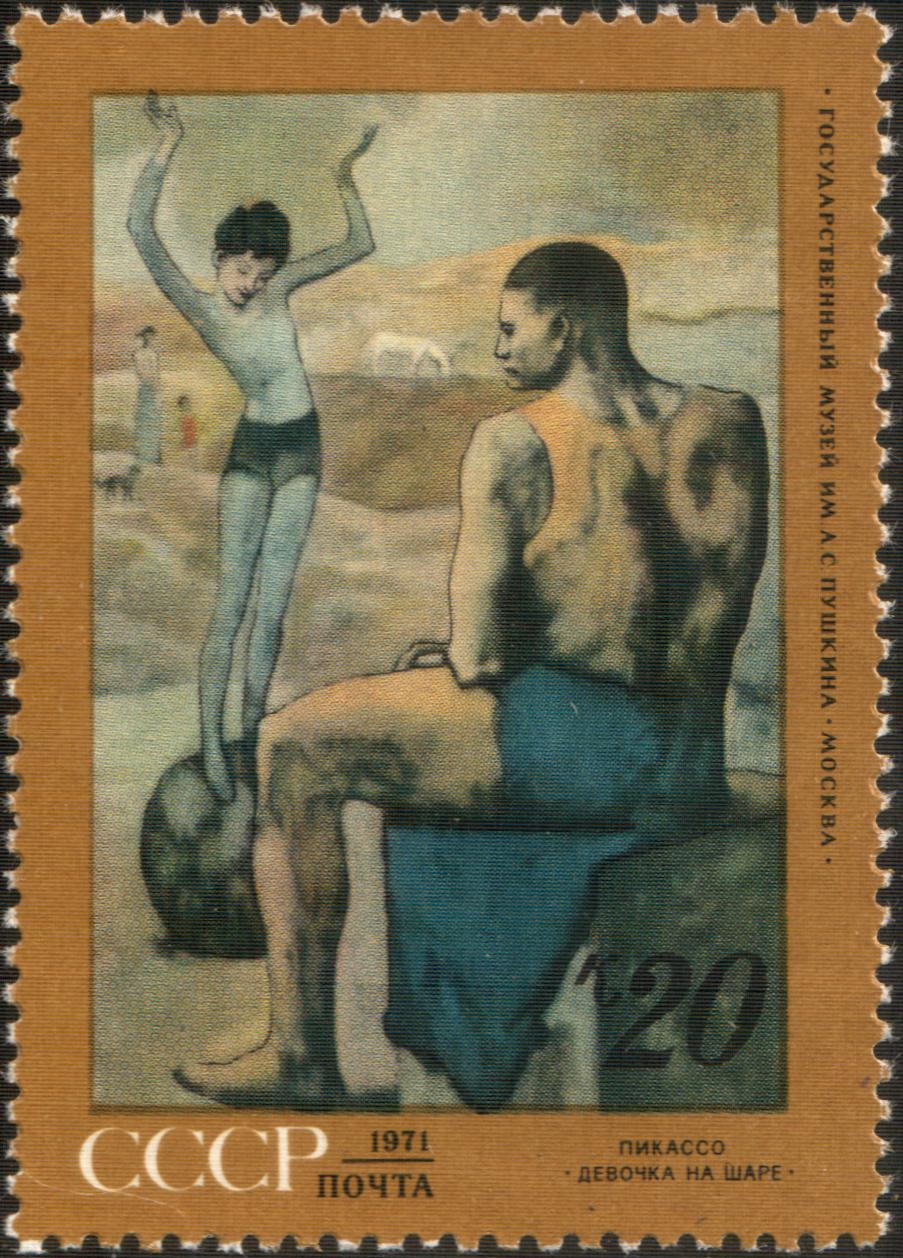
Пабло Пикассо. Девочка на шаре (1905) на советской марке 1971 года

Детали интерьера, такие как окно с цветочными горшками, миниатюры на стене, посуда и фрукты, изображённые на столе, несут, по мнению Тулузаковой, двойную смысловую нагрузку. С одной стороны, это — атрибуты повседневности, воссоздающие атмосферу семейного уюта. С другой стороны, эти предметы являются важными цветовыми и фактурными акцентами. Настроению полотна соответствует спокойный колорит фона с разнообразными оттенками и переливами серого цвета. Тулузакова отмечает, что этот цвет на картине «приобретает качества перламутра, драгоценности».
Художник использует контрастные и интенсивные цвета: оранжевый, жёлтый и голубой. Расположение цветовых пятен подчёркивает ритм картины: светло-каштановые волосы девочки, оранжевые апельсины на столе и в её руках, оранжевые цветы на подоконнике. Пределом холодных тонов картины оказывается чёрный, пределом тёплых цветов — жёлтый. Наиболее светлым пятном на картине является платье девочки. Оно приобретает теплоту по контрасту с холодной стеной.
Кисть Николая Фешина достаточно сдержанна, но в натюрморте проявляется характерная для его творчества экспрессивность. Небрежные мазки (благодаря этому они рельефны и свободны) передают не только форму предметов, но и предметные качества материалов: серебро чайника, прозрачность вазы, фактуру апельсинов или винограда. Эффектным, по мнению Галины Тулузаковой, является изображение стакана — художник провёл мастихином по невысохшей ещё краске и добился эффекта стекла. Сквозь него просвечивают лежащие на столе фрукты. В беспорядке разбросанных по столу предметов Тулузакова видит непринуждённость домашней обстановки, а также возможность продемонстрировать зрителю запоминающийся декоративный эффект. Картина — произведение, где содержательную и формальную стороны невозможно разделить.
Художественный критик и поэтесса Лариса Давтян писала, что первоначально восприняла героиню картины как «огромную куклу с очень человеческим лицом», поскольку девочка сидит в полный рост на столе. По её мнению, это — не просто дурной тон, а опасный вызов сакральному представлению «стол — Божий престол». Вслед за этим она поняла, что это и не исполнение роли куклы (подобно Суок из «Трёх толстяков» Юрия Олеши), поскольку выражение лица девочки серьёзно, она явно ощущает неуютность пребывания на таком подиуме. Во взгляде Вари Адоратской Давтян прочитала недоуменный вопрос ребёнка к странным взрослым: «И зачем вы меня сюда посадили?» У девочки, сидящей на столе, нет, по мнению критика, того внутреннего равновесия, которое присутствует у девочки, балансирующей на шаре, на картине Пабло Пикассо.

Николай Фешин. Ия с дыней, 1923

Лариса Давтян отметила вызов и художественную провокацию в картине Фешина, если не в стиле Пикассо, то в собственной манере Фешина извлекать диссонансы на глубинно-подсознательном уровне, демонстрировать высокую требовательность к юной модели, отсутствие снисходительности и скидки на возраст. Мир детства он обозначил в элементах декора, а не в выражении беззаботности на лице ребёнка.

## Картина «Ия с дыней» — парафраз «Портрета Вари Адоратской»
Картина «Ия с дыней» (1923, долгое время картина находилась в коллекции и выставлялась в Галерее Форреста Фенна, Санта Фе, США), по мнению Тулузаковой, является парафразом «Портрета Вари Адоратской». Она развивает линию пленэрных и интерьерных композиционных портретов Фешина и родственна портретам российского периода его творчества. Дочь художника (в будущем американская балерина, арт-терапевт и искусствовед Ия Фешина) сидит на столе. В руках у неё разрезанная мускатная дыня. Рядом с девочкой художник разместил натюрморт, на котором представлены яблоки, груши, сливы, ананас и букеты цветов. Фрукты написаны в коричневой гамме от чёрного до жёлтого цвета и первыми привлекают внимание зрителя. Фон — драпировка. Фигура девочки, как и на «Портрете Вари Адоратской», сдвинута в сторону, лицо дано вполоборота, глаза опущены. Девочке соответствует другая цветовая гамма, которую образуют серовато-белый фон, скатерть, платье, золотистые волосы и нежная кожа Ии. Контраст цветовых гамм выявляет, по мнению Тулузаковой, её хрупкость, «почти нематериальность». При этом, она считает, что портрет Ии не воспринимается как обобщённый образ детства или воплощение надежды эпохи, подобно портрету Вари Адоратской, хотя живописные задачи его более сложны.